# Yū Shimamura
Yū Shimamura (嶋村 侑 Shimamura Yū?,  Tokio, Japón, 18 de abril de 1985) es una actriz de voz japonesa. De 2005 a 2008, Shimamura estuvo afiliada a Office Kaoru y actualmente lo está con Ken Production. Algunos de sus roles más destacados incluyen el de Akiko Yosano en Bungō Stray Dogs, Haruka Haruno / Cure Flora en Go! Princess PreCure, Toru Takagami en Wagaya no oinari-sama y Faylin en Tanken Driland Sennen no Maho.

## Filmografía

### Anime
| Año  | Título                                           | Papel                         |
| ---- | ------------------------------------------------ | ----------------------------- |
| 2001 | A Little Snow Fairy Sugar                        | Saga Bergman                  |
| 2007 | Code-E                                           | Maid; Oda                     |
| 2007 | Kanon                                            | Estudiante                    |
| 2008 | Noramimi                                         | Amigos de Shigeru             |
| 2008 | Wagaya no oinari-sama                            | Tōru Takagami                 |
| 2008 | Tales of the Abyss                               | Mary                          |
| 2009 | Bleach                                           | Sōgyo no Kotowari; Suzuki Mai |
| 2009 | Chi's New Address                                | Alice                         |
| 2009 | Needless                                         | Kurumi                        |
| 2009 | Queen's Blade: The Exiled Virgin                 | Caballero                     |
| 2009 | Toaru Kagaku No Railgun                          | Estudiante                    |
| 2010 | Jewelpet Twinkle☆                                | Fealina                       |
| 2010 | Katanagatari                                     | Brains Truster B              |
| 2010 | Hime Chen! Otogi Chikku Idol Lilpri              | Madam B; Ran                  |
| 2010 | Omamori Himari                                   | Presidenta de comité          |
| 2011 | [C]: The Money of Soul and Possibility Control   | Emcee                         |
| 2011 | Chihayafuru                                      | Reiko Mashima                 |
| 2011 | Guilty Crown                                     | Hare Menjō                    |
| 2011 | Maken-ki!                                        | Kinua Garrett                 |
| 2011 | Mobile Suit Gundam AGE                           | Millais Alloy                 |
| 2012 | Another                                          | Kazue Satou                   |
| 2012 | Lupin III: La mujer llamada Mina Fujiko          | Kaleidoscope Girl             |
| 2012 | Nazo no Kanojo X                                 | Aika Hayakawa                 |
| 2012 | Sengoku Collection                               | Sarah                         |
| 2013 | Chihayafuru 2                                    | Reiko Mashima                 |
| 2013 | Danball Senki Wars                               | Reina Mito                    |
| 2013 | Tanken Driland: Sennen no Mahō                   | Feylin                        |
| 2013 | Kuroko no Basket 2                               | Masako Araki                  |
| 2013 | Shingeki no Kyojin                               | Annie Leonhart                |
| 2014 | Gundam Reconguista in G                          | Kurumi Eto                    |
| 2014 | Aldnoah.Zero                                     | Aida Surugan                  |
| 2014 | Sword Art Online II                              | Kaoru Mizusaki                |
| 2015 | Aldnoah.Zero 2                                   | Kaoru Mizusaki                |
| 2015 | Shingeki! Kyojin Chūgakkō                        | Annie Leonhart                |
| 2015 | Gangsta.                                         | Erica                         |
| 2015 | Go! Princess PreCure                             | Haruka Haruno/Cure Flora      |
| 2015 | Owari no Seraph                                  | Mito Jujo, Yūichiro joven     |
| 2015 | Shinmai Maō no Testament                         | Rikka Kajiura                 |
| 2016 | Bungō Stray Dogs                                 | Akiko Yosano                  |
| 2016 | Bungō Stray Dogs 2                               | Akiko Yosano                  |
| 2016 | JoJo's Bizarre Adventure: Diamond is Unbreakable | Shinobu Kawajiri              |
| 2017 | Digimon Universe: Appli Monsters                 | Offmon                        |
| 2017 | 18if                                             | Mana Hayashida                |
| 2018 | Kishuku Gakkou no Juliet                         | Chartreux Westia              |
| 2019 | Bungō Stray Dogs 3                               | Akiko Yosano                  |
| 2019 | Given                                            | Yayoi Uenoyama                |
| 2021 | Digimon Ghost Game                               | Jellymon                      |

### OVAs
| Año  | Título                                                      | Papel                |
| ---- | ----------------------------------------------------------- | -------------------- |
| 2012 | Otome wa Boku ni Koishiteru                                 | Chihaya Kisakinomiya |
| 2014 | Shingeki no Kyojin                                          | Annie Leonhart       |
| 2016 | Kubikiri Cycle: Aoiro Savant to Zaregototsukai              | Akane Sonoyama       |
| 2017 | Bungou Stray Dogs: Hitori Ayumu                             | Akiko Yosano         |
| 2017 | Shingeki no Kyojin: Lost Girls 'Wall Sina, Goodbye' Parte 1 | Annie Leonhart       |
| 2018 | Shingeki no Kyojin: Lost Girls 'Wall Sina, Goodbye' Parte 2 | Annie Leonhart       |

### ONAs
| Año  | Título                        | Papel       |
| ---- | ----------------------------- | ----------- |
| 2005 | Rean no Tsubasa               | Luxe Houjou |
| 2017 | The King of Fighters: Destiny | Mature      |

### Películas
| Año  | Título                                                  | Papel                    |
| ---- | ------------------------------------------------------- | ------------------------ |
| 2011 | To Aru Hikūshi e no Tsuioku                             | Noel                     |
| 2015 | Pretty Cure All Stars: Spring Carnival♪                 | Haruka Haruno/Cure Flora |
| 2015 | Go! Princess Pretty Cure: Go! Go!! Gouka Sanbon Date!!! | Haruka Haruno/Cure Flora |

### Videojuegos
| Año  | Título                                  | Papel         |
| ---- | --------------------------------------- | ------------- |
| 2011 | The Legend of Zelda: Skyward Sword      | Zelda         |
| 2014 | Toushin Toshi Girls Gift RPG            | Serena        |
| 2015 | Tokyo Xanadu                            | Asuka Hiiragi |
| 2015 | Assassin's Creed: Syndicate             | Evie Frye     |
| 2016 | Final Fantasy XV                        | Cindy Aurum   |
| 2017 | The Legend of Zelda: Breath of the Wild | Zelda         |
| 2018 | Azur Lane                               | Minneapolis   |
| 2021 | Blue Archive                            | Chise Waraku  |

### Doblaje
| Año  | Título                                          | Papel                                          |
| ---- | ----------------------------------------------- | ---------------------------------------------- |
| 2003 | Código Lyoko                                    | Aelita                                         |
| 2004 | Resident Evil: Apocalipsis                      | Angela Ashford (Sophie Vavasseur)              |
| 2007 | Eureka                                          | Zoe Carter (Jordania Hinson)                   |
| 2008 | Diary of the Dead                               | Tracy Thurman (Amy Lalonde)                    |
| 2008 | Nick and Norah's Infinite Playlist              | Tris (Alexis Dziena)                           |
| 2009 | Halloween II                                    | Laurie Strode (Scout Taylor-Compton)           |
| 2009 | Up in the Air                                   | Natalie Keener (Anna Kendrick)                 |
| 2010 | Pretty Little Liars                             | Hanna Marin (Ashley Benson)                    |
| 2012 | Pitch Perfect (edición de Universal Pictures)   | Chloe Beale (Brittany Snow)                    |
| 2013 | The Purge                                       | Zoey Sandin (Adelaide Kane)                    |
| 2013 | RWBY                                            | Blake Belladonna                               |
| 2014 | My Little Pony: Equestria Girls - Rainbow Rocks | Adagio Dazzle                                  |
| 2015 | The Diary of a Teenage Girl                     | Kimmie Minter (Madeleine Aguas)                |
| 2016 | Deadpool                                        | Negasonic Teenage Warhead (Brianna Hildebrand) |